# Torynesis magna
Torynesis magna är en fjärilsart som beskrevs av Van Son 1941. Torynesis magna ingår i släktet Torynesis och familjen praktfjärilar. Inga underarter finns listade i Catalogue of Life.